# Кратипп (историк)
Кратипп (греч. Κράτιππος) — древнегреческий афинский историк, по одной из версий являвшийся автором так называемой «Оксиринхской греческой истории» (продолжение Истории Фукидида).
Относительно его жизни, роли в переработке труда Фукидида и т. п. мнения учёных расходятся, а сохранившиеся фрагменты (опубликованные в Фрагментах греческих историков, Том II, стр. 74—78) незначительны.